# Fear Effect Sedna
Fear Effect Sedna ist ein von Sushee entwickeltes und von Forever Entertainment herausgebrachtes Computerspiel und der Nachfolger von Fear Effect 2: Retro Helix. Das Spiel wurde über Kickstarter finanziert. Am 6. März 2018 kam das Spiel auf PlayStation 4, Nintendo Switch, Windows und Xbox One raus.

## Spielprinzip
Anders als sein Vorgänger ist Fear Effect: Sedna ein Computer-Rollenspiel mit Shooter-Elemente. Der Spieler schlüpft wieder in die Rolle von Hana Tsu Vachel. Außerdem gibt es im Spiel auch Stealth-Passagen. Ein weiterer Unterschied gegenüber den Vorgängern sind die Zwischensequenzen, diesmal sind sie nicht in vorgerenderten Hintergründen, sondern in 2D. Das Spiel verfügt ein Fear-Effect-Anzeige über das sogenannte „Fear Meter“, welches den Angst- und Adrenalinzustand der Protagonistin darstellt. Es verfärbt sich rot, wenn der Hauptcharakter Schaden nimmt oder in eine sonstige bedrohliche Situation gerät. Gewinnt man einen Schusswechsel, kann man unauffällig eine Wache ausschalten oder erfolgreich ein Puzzle lösen, so erhält man einen Adrenalinschub und das „Fear Meter“ färbt sich wieder grün (Normalzustand).

## Rezeption
Fear Effect Sedna erhielt überwiegend negative Kritiken. Ulrich Steppberger von Maniac! gab dem Spiel 51 von 100 Punkten und sagte, dass das Spiel für weder für Fans noch für Neueinsteiger geeignet sei. Kritisiert wurden die Grafik, Gameplay und die Sofort-Tode in Rätsel-Passagen.